# Kær
Kær is een plaats in de Deense regio Zuid-Denemarken die deel uitmaakt van de gemeente Sønderborg. Het dorp telt 343 inwoners (2008).